# Фредерик Шопен
Фредерик Франсоа Шопен (фр. Frédéric François Chopin, Желазова Вола, 1. март 1810 — Париз, 17. октобар 1849) је био пољски композитор и пијаниста епохе романтизма.
Најистакнутији представник пољске музичке културе и један од најзначајнијих пијаниста и композитора свих времена. У својој двадесетој години Фредерик Шопен се сели у Париз са циљем да се усаврши. До тада је већ компоновао своја два клавирска концерта. Био је први западни композитор који је у класичну музику унео елементе словенске музике. Његове мазурке и полонезе још данас представљају темељ пољске народне класичне музике. Шопен је често имао проблема са здрављем и умро је са 39 година после дужег боловања од туберкулозе.

## Биографија
Фредерик Шопен родио се у близини Варшаве као син натурализованог Француза под именом Николас Шопен, који се доселио у Пољску 1787. године и мајке Пољакиње под именом Текла Јустина Кшижановска. Родио се 1. марта и увек је тога дана славио свој рођендан, иако његова крштеница наводи да је датум рођења 22. фебруар. Крштеница је вероватно погрешно испуњена тек 23. априла, скоро осам недеља након Шопеновог рођења.

## Дела
Осим мањег броја оркестралних и камерних дела, седамнаест пољских песама за глас и клавир, Шопен је компоновао искључиво клавирску музику коју је обогатио новим изражајним средствима. Био је јединствен као пијаниста, извођач сопствених дела и сасвим особен као аутор. Увео је нове техничке сложености у интерпретацији – слободан дух и променљивост темпа који само наговештава, а не и прецизно метрономски одређује, али ништа у његовој музици није срачунато на спољашњи ефекат. Зато извођење његових композиција захтева велику техничку и интерпретаторску спремност. Шопен је био без узора у пређашњим раздобљима класичне музике и готово без наследника. Оставио је опус од 74 штампана дела која по својој формалној структури и поетским обележјима немају премца у европској музици. Својом је уметношћу утицао на клавирску музику и интерпретативни стил, утицај који допире и у XXI век.
Једну групу Шопенових дела сачињавају збирке игара-полонеза, мазурки, валцера, дубоке садржајности. Уобичајене салонске комаде уздиже до ранга истинских уметничких дела. Шопен је дао допринос и стварању нових типова великих форми-балада, фантазија, скерца. Етида која је до Шопена била инструктивна композиција, кориштена у настави клавира да би се савладао одређени технички проблем, код њега постаје концертни комад.

### Клавирски концерти
Поред бројних клавирских комада које је написао и удахнуо им класичан, антологијски концертни карактер и форму и у мањој мери камерне музике, два клавирска концерта и једна балетска свита Silfide, једина су дела где је користио оркестар. Посебно су значајна његова два клавирска концерта, компонована у класичној троставачној форми зрелог концерта 19. века. Са правом је Берлиоз за њих написао да је оркестар у њима „само пратња, такорећи хладна и некорисна”. Клавир је у првом плану. Шопенови клавирски концерти, стандардни су део светског концертног репертоара и свуда се радо изводе. Млади пијанисти их радо узимају за своја међународна такмичења.

#### Први концерт,опус11, е-мол
Овај концерт је довршен 1830. а објављен и премијерно изведен 1833. године. Обилује виртуозитетима у клавиру и посвећен је пијанисти Фридриху Калкбренеру. Три његова става образују целину трајања 37 минута. Први став је Allegro maestoso, сав у сонатном облику и траје половину укупног времена концерта. Обе његове теме су веома изражајне и елегантне, са призвуком сете, без снажнијих контраста. Само, друга тема модулира у Е-Дур, а оркестар се кроз цео став третира као стереотипна пратња веома виртуозном клавиру. Други став је Romansa – Larghetto у E-Дуру и по свом карактеру је један ноктурно. Инспирисан је Шопеновом љубави према Констанци Глатковској, а о виртуозности клавира сведочи податак да се овај став може изводити и као самосталан комад, писан само за клавир. Овде је оркестар још хладнија пратња једној дражесној мелодици клавира. Трећи и финални став је Rondo – Allegro, опет у E-Дуру, на крају се враћа у основни тоналитет, а главна тема му је заснована на ритмовима краковјака, пољске народне игре. Клавир је овде још виртуознији, кроз све своје регистре, а у другој теми, Шопен без икаквих украса даје маха левој руци да наступа за октаву испод десне. Овај став, кроз увод, разраду и финалну каденцу и коду, даје маха солисти да искаже све бравуре клавира као инструмента.

#### Други концерт, опус 21, ф-мол
Овај је концерт довршен исте 1830. године, само нешто пре првог концерта, али је публикован и премијерно изведен тек 1835. године. Инспирисан је Шопеновом љубави према Констанци Глатковској, али је касније кад је објављен, посвећен другој Шопеновој љубави, Делфини Поточкој. Мада је и овај концерт доста виртуозан, бриљантност је нешто потиснута у корист поетског израза. Три његова става образују целину трајања 35 минута. Први став је опсежни сонатни Maestoso. Карактеришу га ритмички изразита прва и лирска друга тема. У развојном делу и репризи наступају карактеристични Шопенови осећаји за обиље маштовитих фигурација, орнамената и блиставе пасаже и терцне низове. Други став је Romansa – Larghetto и по свом карактеру је опет ноктурно, као и у првом концерту. Само, у његовом средњем делу се јавља један снажан пролом у оркестру из кога солиста у завршном делу, уз благо фигурирање, враћа првобитно расположење става. Финални трећи став је Rondo – Allegro, писан у стилу сонате, где прва тема опет доноси, само сада лирскију, пољску народну игру кујавјак. Епизоде става се смењују у форми мазурке у оркестру и лирских соло партија у клавиру, да би након бурних ритмова пољског оберека, у каденци и коди, солиста поново добио прилику да искаже све виртуозне могућности соло клавира.

### Изабрана дела
- Баладе – Бр. 1 Оп. 23, Бр. 2 Оп. 38, Бр. 3 Оп. 47, Бр. 4 Оп. 52.
- Етиде – Оп. 10 & 25
- Мазурке
- Ноктурни
- Два концерта за клавир – Оп. 11 & 21
- Полонезе-Фантазија – Оп. 61
- Соната – Оп. 35
- Песма – Оп. 74

### Детињство и рана младост
1810. године Шопенова породица се сели у Варшаву. Већ као дечак Шопен показује свој таленат. Са седам година је већ компоновао два музичка дела, две полонезе, а са осам година одржао је своје прве концерте. Варшавске новине писале су о „малом Шопену“, чуду од детета који наступа на разним аристократским забавама у престоници као главна атракција. У Варшави је био познат као „други Моцарт“.
Шопенов први учитељ је био његов отац који је брзо одустао. Затим је добио новог, професионалног учитеља под именом Војћех Живни који је био пољски виолиниста рођен 1756. у Бохемији. Живни је био Шопенов учитељ од 1816–1822. године. Признао је да га Шопен музикално превазилази, па је одговорност за Шопенов развој пала на Вилхелма Вирфела, који је био Шопенов учитељ од 1823–1826. године. Вирфел је био познат професор из Варшаве, рођен 1791. године, као и Живни у Бохемији. 1826. године Шопен поново добија новог учитеља, овог пута познатог музичког педагога Јожефа Елснера. Εлснеров утицај на Шопена је недискутабилан. Премда му је дозвољавао да сам управља својим свирањем, био је строг што се тиче теоретског образовања – комбинација која се показала делотворном. Шопен је тако стекао стил који ће прожимати његов будући рад.
Године 1829. је у Варшави срео Паганинија и немачког композитора Јохана Хумела. Исте године је упознао своју прву љубав, студенткињу и певачицу Констанцу Глатковску, која га је инспирисала. У ово доба настају и оба Шопенова клавирска концерта. Рану младост проводи и на путовањима у Берлину, Бечу и Дрездену. У Бечу је одржао два клавирска концерта, за која је добио и добру и лошу критику. Свој први клавирски концерт, опус 21 у ф-молу, извео је први пут у Варшави у новембру 1829, а други, опус 21 у е-молу извео је у марту 1830. године, у Народном позоришту у Варшави.

### Париз
Исте године избија револуција у Варшави против руског окупатора. Шопен се тада налазио у Бечу и бурно је реаговао на вест. Захватила га је снажна жеља за повратком у отаџбину, али су га пријатељи наговорили да не иде. Уместо тога, Шопен се сели у Париз. У свом дневнику Шопен описује јаке емоције које има у вези са стањем у домовини. Након пар месеци Руси су побили револуционаре и угушили револуцију.
Шопен се у Паризу дружио са другим пољским исељеницима. Неки од његових пријатеља били су музичари Франц Лист, Хектор Берлиоз, Феликс Менделсон, Роберт Шуман и Винћенцо Белини (чији се гроб налази поред Шопеновог), сликар Ежен Делакроа и писци Оноре де Балзак и Жорж Санд, која му је била и љубавница. Као композитор био је високо цењен од стране својих пријатеља композитора, поготово од стране Шумана који га је назвао „генијем“. У Паризу Шопен је одржао многе концерте, неке заједно са другим композиторима, што говори о богатству париске музичке сцене тог времена.
Године 1835. Шопен посећује своју родбину у Карлсбаду, Немачка. Одатле је родитеље отпратио до њиховог стана у Дјечину у Чешкој, а затим је наставио до Варшаве. По повратку из Варшаве је пар недеља боравио у Дрездену и Лајпцигу, где се срео са Менделсоном, Шуманом и његовом супругом Кларом. Добио је упалу плућа, толико озбиљну да су неки пољски медији извештавали о Шопеновој смрти.

### Шопен и Жорж Санд
Фредерик Шопен и Жорж Санд били су познат пар овог времена и о њима је писана обухватна литература. У почетку Шопену Жорж Санд није била атрактивна. „Нешто је у њој одбојно“, рекао је својој породици. Шопен се 1836. године верио са Пољакињом Маријом Водзињском, којој је тада било 17 година. У писму једном свом пријатељу, Жорж Санд је аргументовала да ли да пусти Шопена да буде са својом вереницом или да прекине своју везу и да започне нову са Шопеном. Очигледно је волела Шопена, и наговарала је Шопена на везу све док није пристао.
Зиму 1838–1839. Шопен је са Жоржом Санд провео на Маљорци, у манастиру Ваљдемоса. Тамо су изложене њихове личне ствари (његов клавир, ноте, слике, намештај и отисак његове руке). Шопеново здравље се тада погоршало, и да би спасао свој живот, са Жорж Санд и двоје њене деце отишао је у Барселону и затим у Марсеј. Здравље му се тамо поправило, мада се никада није сасвим опоравио. Жалио се на неспособност лекара на Маљорци: „Први је рекао да ћу умрети, други да сам последњи пут одахнуо, трећи да сам већ мртав.“
Године 1839—1843. Шопен је провео лета са Жоржом Санд и у ово време је компоновао многа од својих дела, између осталих Полонезу, опус 53 у Ас-дуру, једну од најпознатијих Шопенових композиција. Године 1847. Шопен и Жорж Санд су се растали, после дужег времена породичних проблема. Санд га касније није посетила док је лежао на самрти, иако је Шопен изразио жељу за тим.

### Смрт
Кратко пре своје смрти, Шопен се дао наговорити да иде на турнеју по Енглеској. То је била кобна одлука. Тамошња влажна клима негативно је утицала на Шопена, који је боловао од туберкулозе. Преминуо је убрзо по повратку у Париз, 17. октобра 1849. године, у окружењу пријатеља и рођене сестре. Сахрањен је у Паризу, а срце му је пренето у цркву Светога крста у Варшаву, у складу са његовим тестаментом. На основу сачуваног срца научници су утврдили да је умро од перикардитиса.
Сахрана је одложена скоро две недеље зато што је Шопен желео да се на сахрани пева Моцартов Реквијем са женским гласовима, нешто што црква Меделене никада пре није дозволила. На сахрани је било око 3.000 особа.

## Занимљивости
- Сваке пете године се одржава међународни конкурс пијаниста Фредерик Шопен у Варшави.
- Програм концерта у част Фредерика Шопена, који се одржао у Задужбини Илије М. Коларца, 10. фебруара 1951. године.Међународни аеродром у Варшави добило је име по Шопену.
- Снимљена су два филма о љубавној вези Шопена и Жорж Санд. Први филм Impromptu снимљен је 1991, други Chopin: Desire for Love 2002. Такође постоји филм A Song to Remember о Шопеновом животу, снимљен 1945. године.
- Постоји видеоигра за Xbox 360 са Шопеном под именом Eternal Sonata (објављена 2006. године)
- Астероид 3784 Шопен добио је име по Шопену, као и један кратер на Меркуру.
- Шопенова музика се појављује у многим филмовима, на пример Пијаниста и Грађанин Кејн.
- Шопен је једно време носио браду само на једној страни лица, што је лаконски објашњавао: „Нема везе, ионако публика види само мој десни профил“.
- По њему је назван Аеродром Фредерик Шопен Варшава.